# 1435

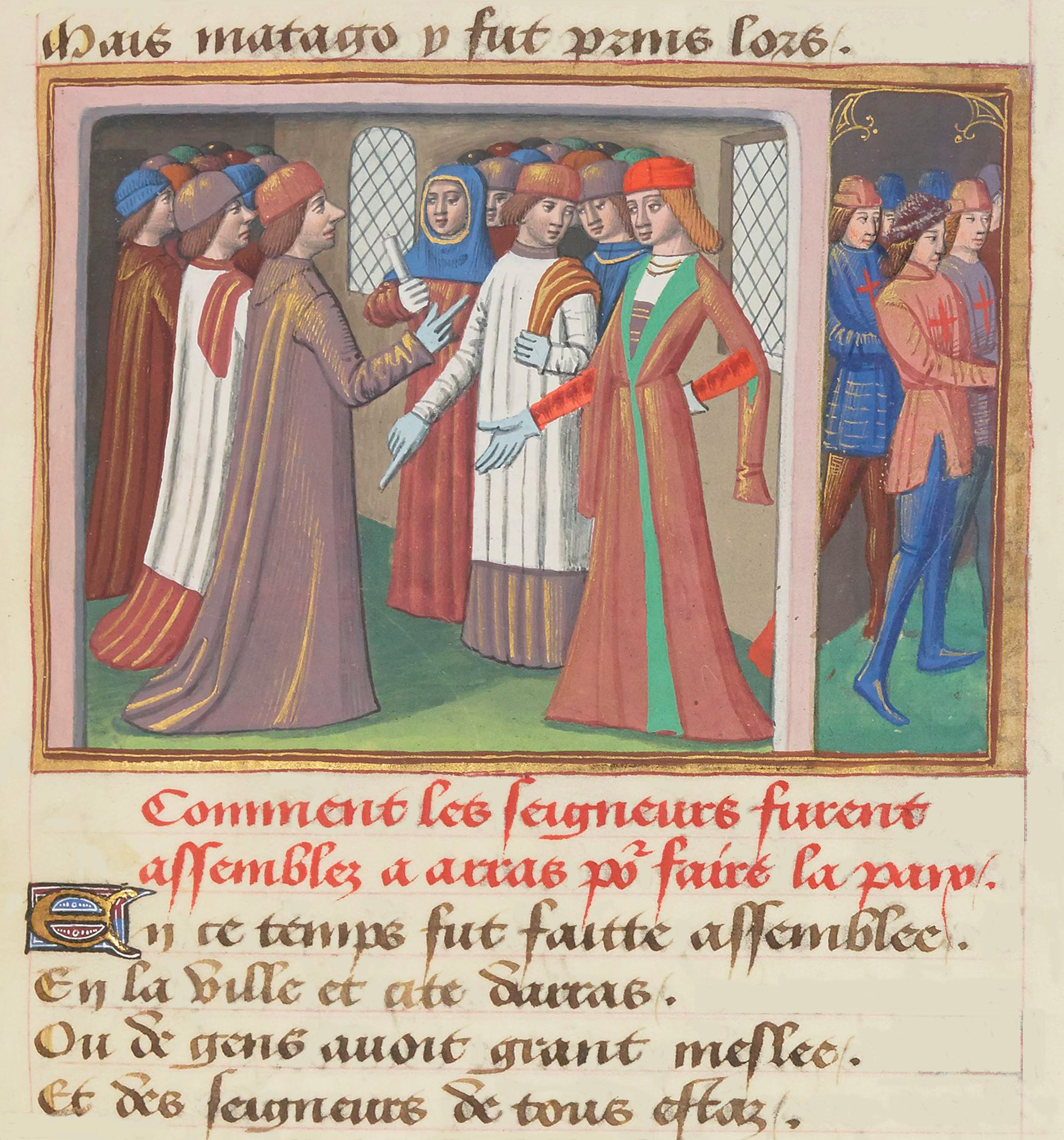
Onderhandelingen voor de Vrede van Atrecht

Het jaar 1435 is het 35e jaar in de 15e eeuw volgens de christelijke jaartelling.

## Gebeurtenissen
januari
- 11 - In het opstandige Zweden komen voor het eerst vertegenwoordigers van de vier standen bijeen. Ze kiezen Engelbrekt Engelbrektsson tot Rikshövitsman, ofwel opperbevelhebber.
- 13 - In de bul Sicut dudum spreekt paus Eugenius IV zich uit tegen de slavernij en oneerlijke behandeling van de oorspronkelijke bewoners van de Canarische Eilanden door de Castilianen.

juli
- 16 - Huwelijk van Lodewijk van Saint-Pol en Johanna van Bar

augustus
- 3 - Nijehove, Hoek en Oldehove worden samengevoegd tot de stad Leeuwarden.

september
- 21 - Vrede van Atrecht: Verdrag tussen Karel VII van Frankrijk en Filips de Goede van Bourgondië. Bourgondië zal haar samenwerking met Engeland opzeggen en wordt in de Honderdjarige Oorlog neutraal. Bourgondië krijgt gebiedsuitbreiding in Picardië en opschorting van het leenmanschap tot de dood van Filips.

december
- 31 - Vrede van Brześć Kujawski: Einde van de Pools-Teutoonse Oorlog. De Duitse Orde geeft zijn steun voor de Litouwse troonpretendent Švitrigaila op.

zonder datum
- Vasili II van Moskou en Dimitri Sjemjaka verslaan Vasili de Schele in de strijd om de heerschappij over Moskou en maken hem blind.
- Norsang verovert Shigatse en krijgt daarmee de overheersing over Tsang.
- Gil Eanes en Afonso Gonçalves Baldaia maken een reis ten zuiden van Kaap Bojador.
- oudst bekende vermelding: Kollumerzwaag, Rhaude, Vaslui

## Opvolging
- China (Ming) - Xuande opgevolgd door zijn zoon Zhengtong
- La Marche - Jacob II opgevolgd door zijn dochter Eleonora en dier echtgenoot Bernard van Armagnac
- Napels - Johanna II opgevolgd door René van Anjou
- Sicilië (onderkoning) - koning Alfons V opgevolgd door Rugero Paruta
- Stettin - Casimir V opgevolgd door Joachim I

## Afbeeldingen

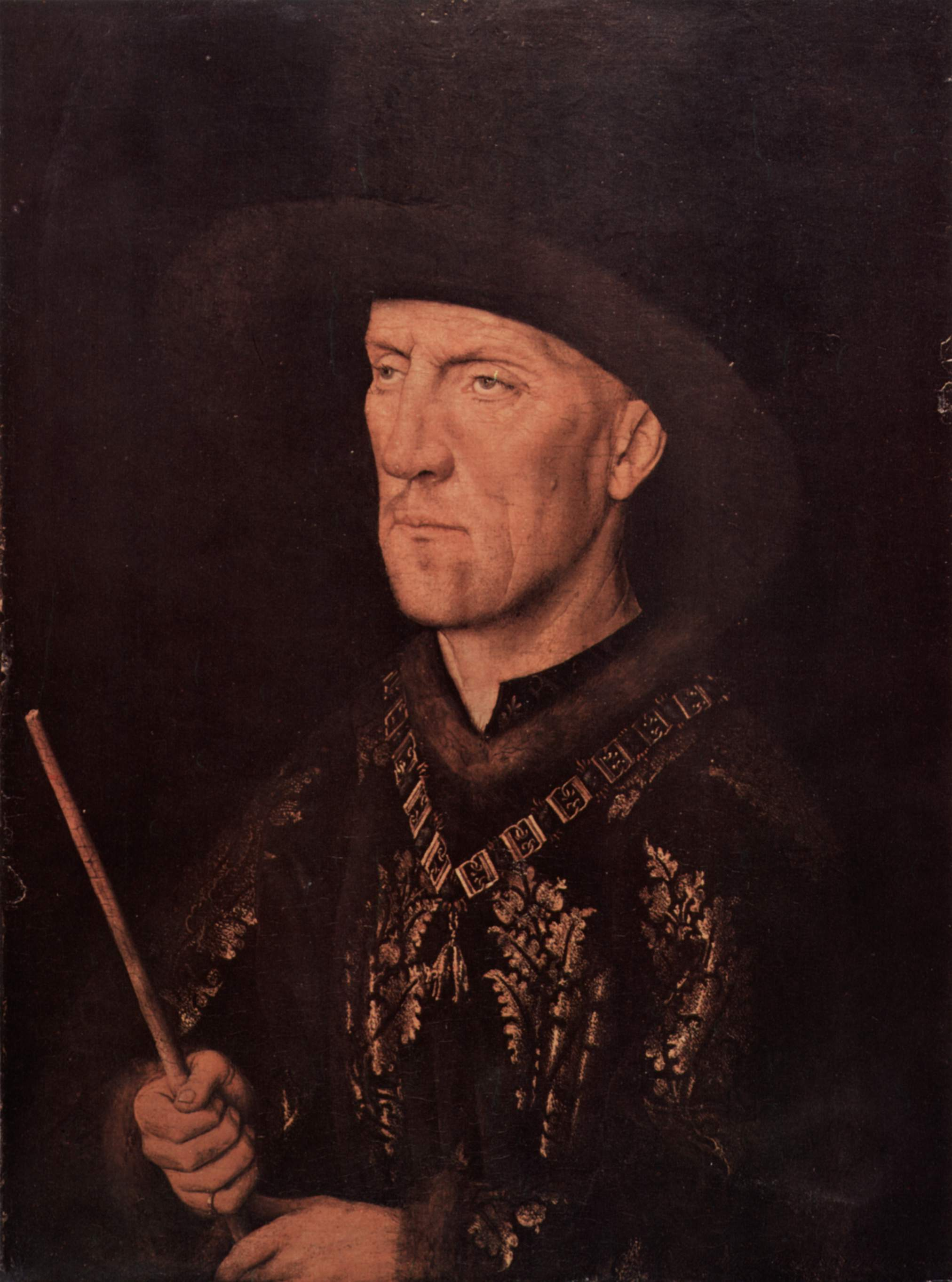
Jan van Eyck: Portret van Boudewijn van Lannoy
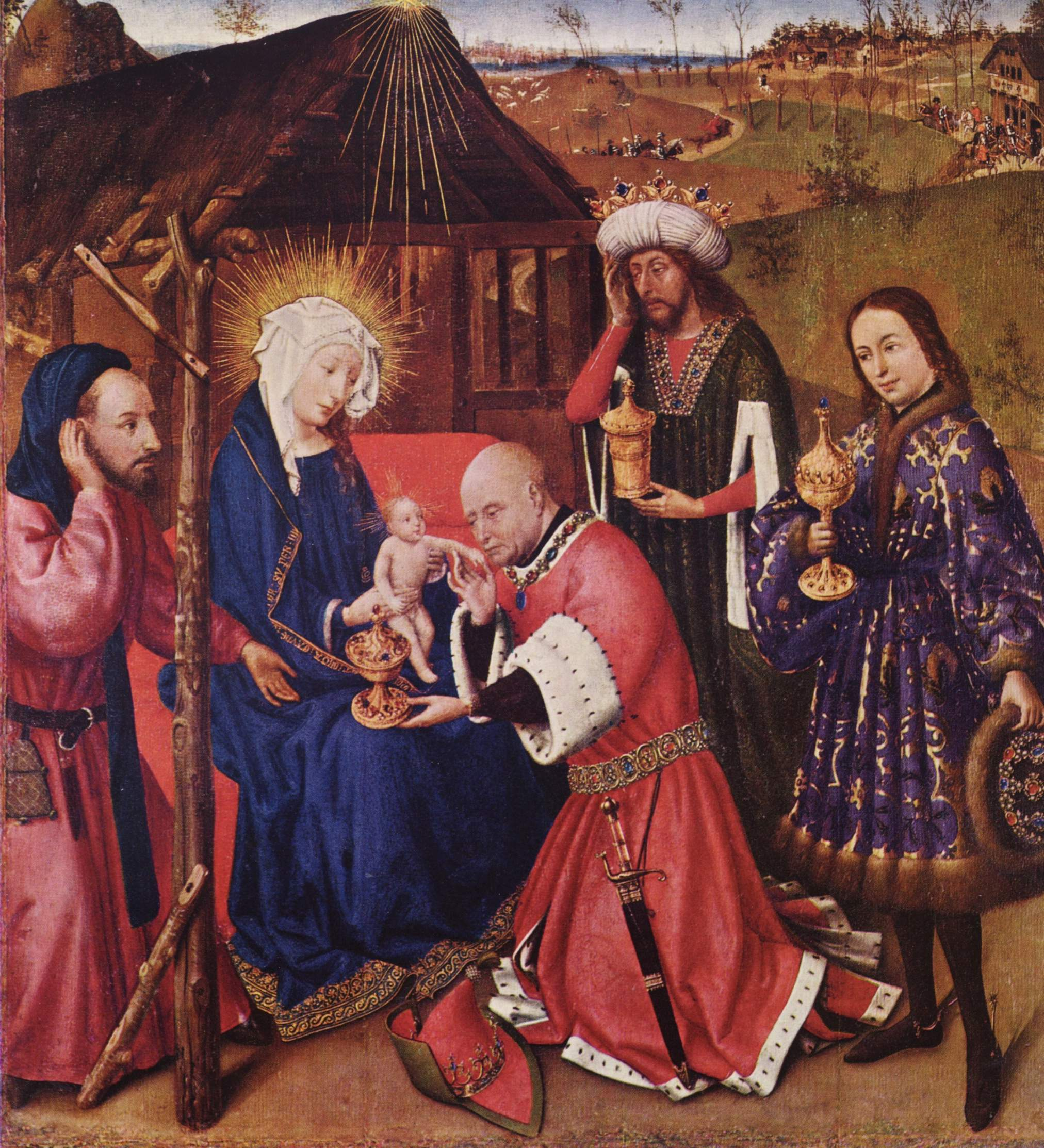
Jacques Daret: Aanbidding der Wijzen (ca. 1435)
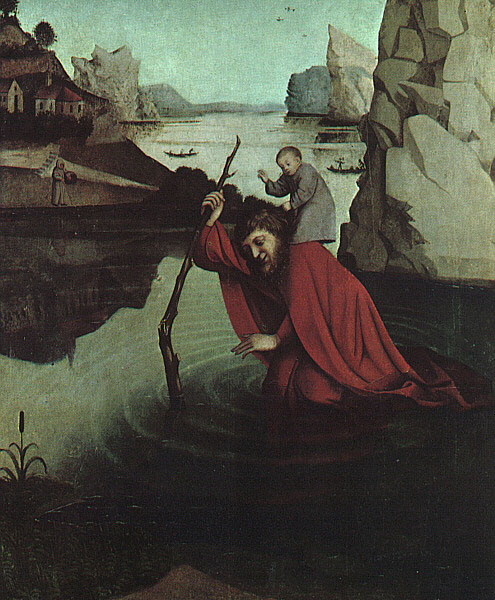
Konrad Witz: Sint Christoffel (ca. 1435)

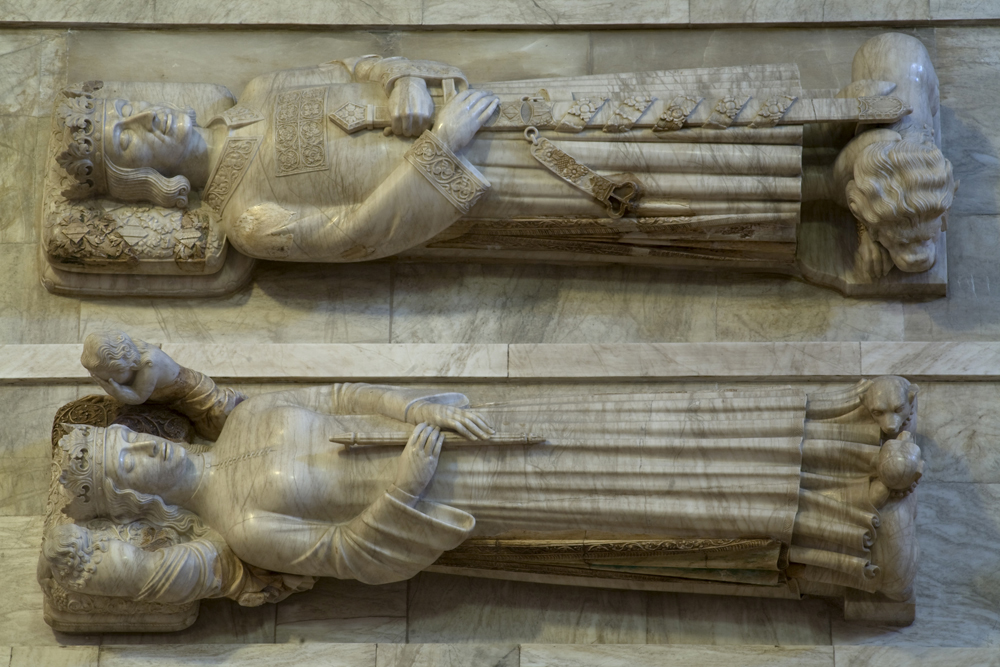
Graf van Eleonora Urraca (onder) en Ferdinand I
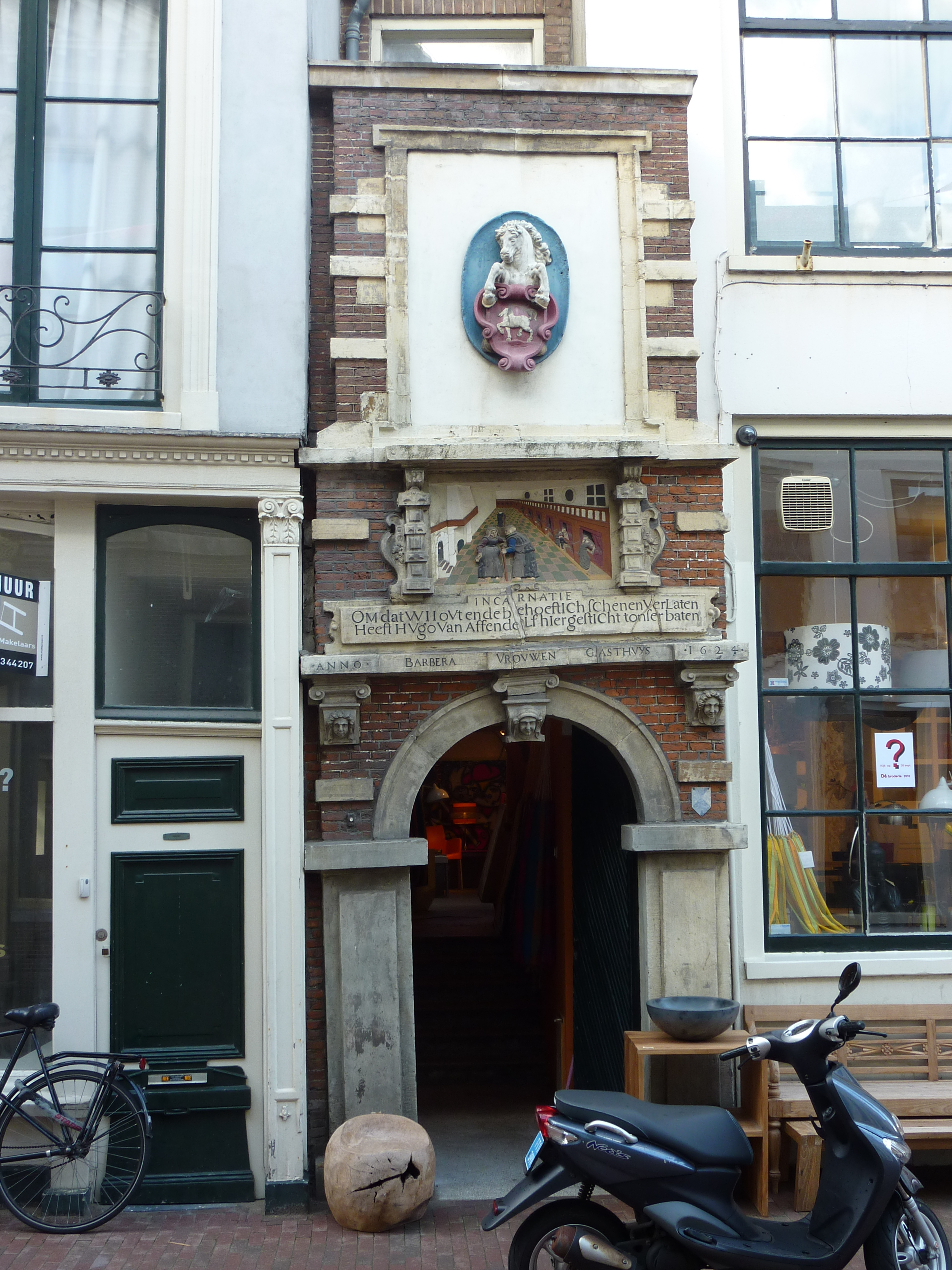
Barbara vrouwengasthuis, Haarlem (gesticht 1435)

## Geboren
- 20 januari - Ashikaga Yoshimasa, shogun (1449-1473)
- 1 februari - Amadeus IX, hertog van Savoye (1465-1472)
- 4 april - Amalia van Saksen, Duits edelvrouw
- 16 april - Jan II de Krankzinnige, Silezisch edelman
- 22 juni - Otto II van Palts-Mosbach, Duits edelman
- 24 oktober - Andrea della Robbia, Italiaans beeldhouwer
- 4 november - Filips II van Lévis de Quélus, Provençaals edelman en prelaat
- Anna van Holstein, Duits edelvrouw
- Bernard van Bentheim, Duits edelman
- Lucrezia Buti, Italiaans non en model
- Alonso Enríquez, Castiliaans legeraanvoerder
- Jean Molinet, Zuid-Nederlands schrijver
- Bernt Notke, Duits kunstenaar
- Thomas Stanley, Engels edelman
- Andrea del Verrocchio, Italiaans kunstenaar
- Michael Pacher, Tiroler schilder (jaartal bij benadering)
- Johannes Tinctoris, Zuid-Nederlands componist (jaartal bij benadering)

## Overleden
- 21 januari - Nicolaas IV van der Beurze, Vlaams bestuurder
- 31 januari - Xuande (36), keizer van China (1425-1435)
- 2 februari - Johanna II (61), koningin van Napels (1414-1435)
- 12 juni - John Fitzalan (27), Engels edelman en legerleider
- 16 juli - Eleonora Urraca (~61), echtgenote van Ferdinand I van Aragon
- 22 juli - Hendrik van Saksen (13), Duits edelman
- 12 september - Willem III van Beieren (~60), hertog van Beieren-München
- 14 september - Jan van Bedford (46), Engels prins
- 24 september - Isabella van Beieren, echtgenote van Karel VI van Frankrijk
- Ocko II tom Brok, Fries krijgsheer
- Zheng He, Chinees vlootaanvoerder (jaartal bij benadering)